# Lotnisko Sjenica
Lotnisko Sjenica – wojskowe lotnisko należące do Serbskich Sił Zbrojnych, położone w miejscowości Sjenica, w Serbii.